# Каролинка
Каролинка (Gastrophryne carolinensis) — вид земноводных из семейства Узкороты.
Общая длина достигает 3—3,8 см. Наблюдается половой диморфизм — самки немного больше самцов. Голова короткая, толстая, морда немного вытянута и заострена. Глаза умеренного размера. Имеет яйцевидную форму тела. Окраска спины варьирует от серого или бежевого до зелёного, имеет белые и чёрные пятна вроде борозд.
Любит болота, поймы, сосново-дубовые нагорья, леса у морского побережья, песчаные почвы, поляны, ручьи и небольшие реки. Это довольно подвижное земноводное. Ведёт сумеречный образ жизни. День проводит в норах или под гниющими деревьями. Ночью охотится преимущественно на жуков, муравьёв, термитов, мелких улиток, клещей, небольших членистоногих, чешуекрылых.
Спаривание происходит с конца апреля до начала сентября. Крик самца напоминает голос ламы. Самка откладывает в среднем 40 яиц, иногда до 90—150. В течение 3-х дней делает несколько кладок, иногда общая численность отложенных яиц из всех кладок составляет 800. Головастики питаются планктоном. Их метаморфоз длится 23—67 дней.
Вид распространён в США.